# Medicejská banka
Medicejská banka (italsky Banco dei Medici [ˈbaŋko dei ˈmɛːdiʧi]) byla středověká finanční instituce evropského rozměru vlastněná florentskou rodinou Medicejů. Banku založil Giovanni di Bicci de' Medici a existovala mezi roky 1397 a 1494. Ve vrcholném období za Cosima Starého to byla největší a nejváženější evropská banka. Bohatství banky umožnilo Medicejům nejdříve v době Cosimově ovládnout rodnou Florentskou republiku, a poté se za Lorenza Nádherného vyšvihnout mezi panovnické dynastie. Lorenzo ovšem neměl jako bankéř úspěch, banka se kombinací špatného řízení a nepříznivých vnějších okolností dostala do potíží a brzy po jeho smrti zanikla.